# 제니야 마사미
제니야 마사미(일본어: 銭谷 真美, 1949년 6월 2일 ~ )는 일본 문부과학성의 관료이다. 제4대 문부과학성 차관을 지냈으며, 2009년부터 2022년까지 도쿄 국립박물관장을 지냈다.

## 생애
아키타현 아키타시 쓰치자키항 출신이다. 아키타 대학 교육문화학부 부속중학교와 아키타현립 아키타 고등학교, 도호쿠 대학을 졸업했다. 1973년, 일본 문부과학성에 입성하여 국제학술과에 배속되었다. 그 후, 시설조성과, 총무과, 소학교과를 거쳐, 1981년부터 2년 반, 미에현 교육위원회(三重県教育委員会)로 향하게 된다.
2009년 8월 1일부로 도쿄 국립박물관장으로 취임했다. 2022년 퇴임했다.